# Jean-Baptiste Moyne (homme politique)
Pour les articles homonymes, voir Jean-Baptiste Moyne et Moyne.
Jean-Baptiste Moyne est un homme politique français né le 4 juin 1745 à Cuiseaux et décédé le 4 mai 1799 à Paris.

## Biographie
Avocat à Chalon, où il est un des dirigeants du club des Jacobins en 1793, il est Accusateur public près le tribunal criminel de Saône-et-Loire. Il est élu député de ce département au Conseil des Cinq-Cents le 22 germinal an VI, et y siège jusqu'à son décès.
Il est le père de Jean-Pierre Moyne-Petiot, élu député de Saône-et-Loire le 10 avril 1828.